# Potamotrygon motoro

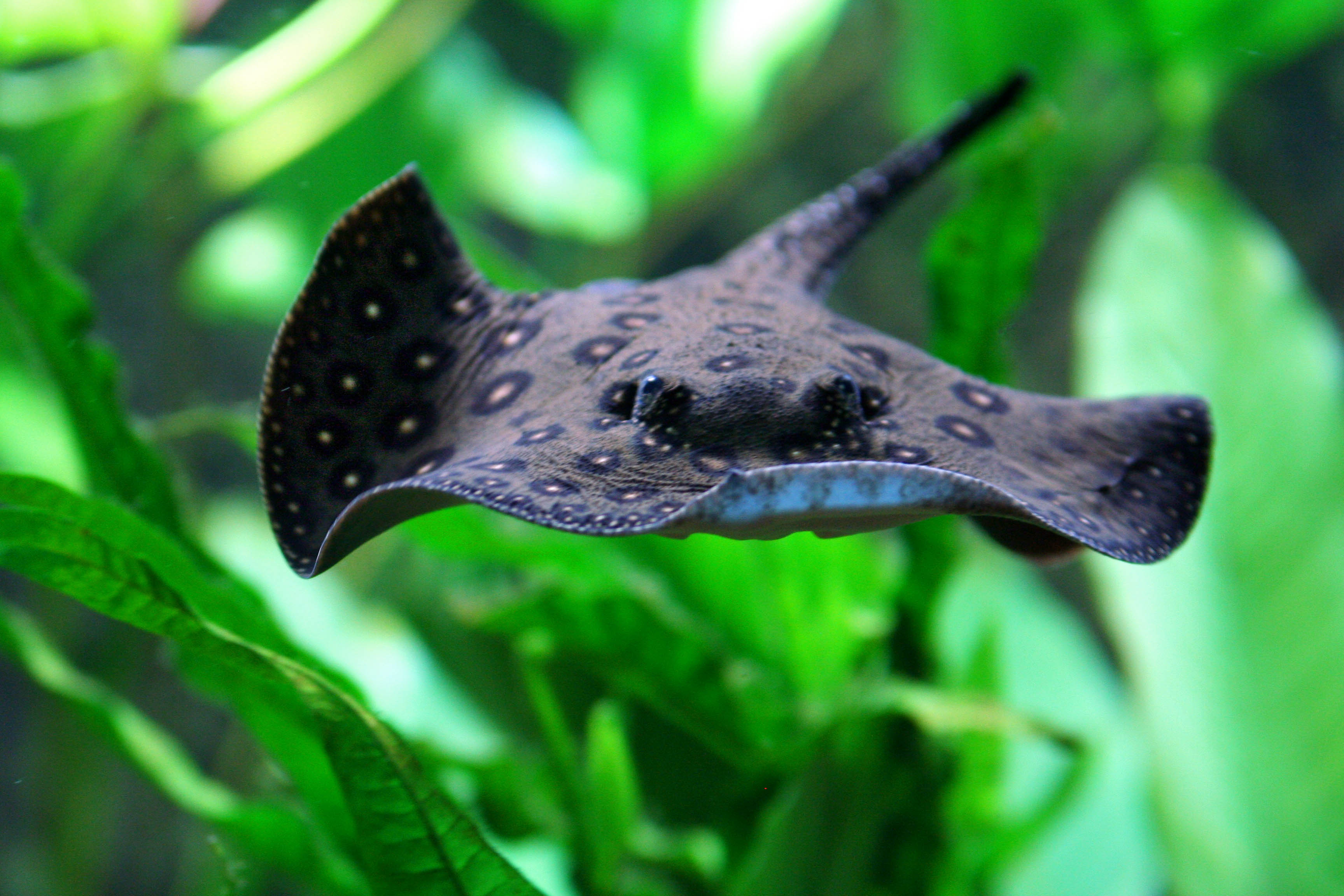
Vista frontal

Potamotrygon motoro és una espècie de peix pertanyent a la família dels potamotrigònids.

## Descripció
- Fa 50 cm de llargària màxima i 15 kg de pes.[3][4][5][6]

## Hàbitat
És un peix d'aigua dolça, potamòdrom, bentopelàgic i de clima tropical (24 °C-26 °C).

## Distribució geogràfica
Es troba a Sud-amèrica: conques dels rius Paranà, Uruguai, Paraguai, Orinoco i Amazones.

## Estat de conservació
Les seues principals amenaces són la degradació del seu hàbitat a causa de la construcció de preses, ports i centrals hidroelèctriques al riu Paranà. A més, és arponada quan es troba en aigües poc fondes pels pescadors locals perquè la seua carn és considerada una menja deliciosa.

## Observacions
És molt perillós per als humans.